# توکوسو
توکوسو (به ژاپنی: 得宗 Tokusō)، توکوشو عنوان یا مقامی بود که به شعبه اصلی خاندان هوجو تعلق داشت همچنین مقام شیکن (معاون شوگون) در شوگون‌سالاری کاماکورا نیز در انحصار وی بود. اولین توکوسو هوجو توکیماسا بود و در کل هشت نفر به عنوان توکوسو شناخته می‌شوند.
1. هوجو توکیماسا
2. هوجو یوشیتوکی
3. هوجو یاسوتوکی
4. هوجو تسونه‌توکی
5. هوجو توکی‌یوری
6. هوجو توکیمونه
7. هوجو ساداتوکی
8. هوجو تاکاتوکی